# Шимшиновка
Шимшиновка (укр. Шимшинівка) — посёлок в Лутугинском районе Луганской области. Входит в Белореченский поселковый совет.

## Географическое положение
Соседние населённые пункты: сёла Малоконстантиновка и Троицкое на западе, Великая Мартыновка и Иллирия на юге, посёлки Комсомолец и Белореченский на востоке, Камышеваха и Белое на северо-востоке, Юрьевка на севере, Михайловка на северо-западе.

## История
После провозглашения независимости Украины оказалось в составе Украины.
Население по переписи 2001 года составляло 47 человек.
С весны 2014 года в составе Луганской Народной Республики[1].

## Местный совет
92016, Луганская обл., Лутугинский р-н, пгт. Белореченский, ул. Ленина, 14.